# Kakichokkandahalli, Sidlaghatta
Kakichokkandahalli là một làng thuộc tehsil Sidlaghatta, huyện Chikkaballapur, bang Karnataka, Ấn Độ.